# Hexatoma fenestrata
Hexatoma fenestrata är en tvåvingeart som först beskrevs av Enrico Adelelmo Brunetti 1911.  Hexatoma fenestrata ingår i släktet Hexatoma och familjen småharkrankar. Inga underarter finns listade i Catalogue of Life.